# Utricularia tridactyla
Utricularia tridactyla — вид рослин із родини пухирникових (Lentibulariaceae).

## Біоморфологічна характеристика
Наземний однорічник, трав'яниста рослина. Квітки фіолетово-пурупурні в березні.

## Середовище проживання
Цей вид зустрічається у водозборі річки Орд на північному сході Західної Австралії та водозборі річки Вікторія на північному заході Північної території.
Цей вид зустрічається у сезонно вологих лісах Melaleuca з осокою, Drosera, Byblis liniflora та B. filifolia, неглибокими сезонними пониженнями, вододілами та канавами.

## Використання
Вид культивується невеликою кількістю ентузіастів роду. Торгівля незначна.